# Bradysia setigera
Bradysia setigera är en tvåvingeart som först beskrevs av Hardy 1960.  Bradysia setigera ingår i släktet Bradysia och familjen sorgmyggor. Inga underarter finns listade i Catalogue of Life.